# Rarotongamonarch
De rarotongamonarch (Pomarea dimidiata) is een zangvogel  uit de familie Monarchidae (monarchen).

## Kenmerken
De vogel is gemiddeld 14 cm, leigrijs van boven en wit tot lichtgrijs van onder. Het is de kleinste zangvogel de op dat eiland voorkomt. Hij kan hoogstens verward worden met de  rarotongapurperspreeuw, maar die is veel groter en bijna egaal donkergrijs. Onvolwassen vogels zijn in hun eerste jaar helemaal oranje gekleurd, in het tweede jaar wordt de snavel bijna zwart en in het derde jaar verdwijnt het oranje geleidelijk.

## Verspreiding en leefgebied
Deze soort is endemisch op Rarotonga en geïntroduceerd op Atiu in het zuidoosten van de Cookeilanden. Het leefgebied is vochtig, natuurlijk bos dat beschut in dalletjes ligt tegen de overheersende passaatwind.

## Status
De rarotongamonarch heeft een beperkt verspreidingsgebied en daardoor is de kans op uitsterven aanwezig. De grootte van de populatie werd in 2016 door BirdLife International geschat op ongeveer 500 individuen. De populatie had in 2005 sterk te lijden door tropische cyclonen, waardoor de populatie sterk in aantal afnam. Sinds 2007 neemt de populatie weer toe dankzij beschermingsmaatregelen zoals het uitroeien van exotische predatoren en het uitzetten van 30 vogels op het eiland Atiu. Maar door deze afhankelijkheid van actieve bescherming, staat deze soort als kwetsbaar op de Rode Lijst van de IUCN.